# Stravopótamos
Stravopótamos är ett vattendrag i Grekland. Det ligger i den norra delen av landet, 300 km nordväst om huvudstaden Aten.